# The Safari Records singles collection
The Safari Records Singles Collection is een verzamelband van Toyah, de band rondom Toyah Willcox. Het album bestaat uit twee afzonderlijke compact discs, die hier in één artikel worden vermeld. Voor het uitbrengen van deze verzamelalbums waren niet alle nummers van Toyah verkrijgbaar op compact discs van haar, maar de laatste jaren zijn ook de B-kanten allemaal opgenomen als bonustracks op de reguliere uitgaven.

## Muziek
| Nr. | Titel                                       | Duur |
| --- | ------------------------------------------- | ---- |
| 1.  | Victims of the riddle                       |      |
| 2.  | Victims of the riddle Part II (Vivisection) |      |
| 3.  | Neon womb                                   |      |
| 4.  | Indecision                                  |      |
| 5.  | Waiting                                     |      |
| 6.  | Our movie                                   |      |
| 7.  | Danced                                      |      |
| 8.  | Last goodbye                                |      |
| 9.  | Bird in flight                              |      |
| 10. | Tribal look                                 |      |
| 11. | IEYA                                        |      |
| 12. | The helium song                             |      |
| 13. | Danced (live)                               |      |
| 14. | Ghosts (live)                               |      |
| 15. | Neon womb (live)                            |      |
| 16. | It’s a mystery                              |      |
| 17. | Revelations                                 |      |
| 18. | War boys                                    |      |
| 19. | Angels and demons                           |      |

| Nr. | Titel                        | Duur |
| --- | ---------------------------- | ---- |
| 1.  | I want to be free            |      |
| 2.  | Walkie talkie                |      |
| 3.  | Alien                        |      |
| 4.  | Thunder in the mountains     |      |
| 5.  | Street addict                |      |
| 6.  | Voodoo doll                  |      |
| 7.  | Good morning universe        |      |
| 8.  | Urban tribesman              |      |
| 9.  | In the fairground            |      |
| 10. | The furious futures          |      |
| 11. | Brave new world              |      |
| 12. | Warrior rock                 |      |
| 13. | IEYA ‘82                     |      |
| 14. | Be proud, be loud (be heard) |      |
| 15. | Laughing with the fools      |      |
| 16. | Rebel sun                    |      |
| 17. | To the mountains high        |      |
| 18. | Baptised in fire             |      |
| 19. | The vow                      |      |
| 20. | I explode                    |      |
| 21. | Haunted                      |      |

Geen van bovenstaande singles haalde de Nederlandse Top 40 of Single Top 100.
De albums worden niet genoemd op de website van Toyah zelf. Ze was destijds kwaad op Safari Records vanwege het zonder vooroverleg uitbrengen van het album Mayhem.